# Disporum bodinieri
Disporum bodinieri är en växtart i släktet Disporum och familjen tidlöseväxter. Arten beskrevs först av Augustin Abel Hector Léveillé och Eugène Vaniot som Tovaria bodinieri 1905, och fick sitt nu gällande namn av Fa Tsuan Wang och Tsin Tang 1949. Den förekommer i södra Kina, mellan Tibet i väster och Hunan i öster.